# Chorizocarpa sydneiensis
Chorizocarpa sydneiensis är en sjöpungsart som först beskrevs av William Abbott Herdman 1891.  Chorizocarpa sydneiensis ingår i släktet Chorizocarpa och familjen Styelidae. Inga underarter finns listade i Catalogue of Life.